# Palas (Titán)
En la mitología griega, Palas o Palante (en griego: Πάλλᾱς, -αντος; Pállas, -antos) era un titán de segunda generación, hijo de Crío y Euribia, y por lo tanto hermano de Perses y Astreo. Unido a su esposa, la oceánide Estigia, fue el padre de cuatro hijos «muy señalados»: Zelo, Niké, Cratos y Bía; estas cuatro personificaciones «siempre se sientan al lado de Zeus gravisonante». Higino, en un texto corrupto, y ya confundiéndolo como uno de los gigantes, añade abstractamente a las fuentes y los lagos como hijos nacidos de esta misma unión, y también a Escila, el monstruo marino. Dicen los habitantes de Pelene que la ciudad recibió el nombre de Palante, uno de los titanes.
Palante también aparece en otra tradición, y ya está atestiguado en fuentes tan antiguas como los himnos homéricos. En esta versión se lo imagina como hijo de un tal Megamedes («gran señor»), que pudiera ser razonablemente un epíteto del titán Crío. Hijas de este Palante fueron al menos Eos y Selene, quienes en la versión hesiódica descienden de los titanes Hiperión y Tea.
Existe aún otra versión acerca de otro Palas o Palante que pudiera o no ser el mismo personaje, pero que está relacionado con Atenea; solo aparece en autores netamente latinos. Según Pausanias, Epiménides de Creta también dice que Estigia es hija de Océano, pero que no fue la mujer de Palante, sino que dio a luz a Equidna de Pirante (Peiras), quienquiera que fuera este Pirante. O incluso se dice que Palante o Pirante y Estigia fueron los padres de la Hidra.